# Pteroptochos megapodius
La turca (Pteroptochos megapodius), también denominada huet-huet turca o turco, es una especie de ave paseriforme, una de las tres perteneciente al género Pteroptochos de la familia Rhinocryptidae. Es endémica de Chile.

## Distribución y hábitat
Endémica de Chile. La subespecie nominal se encuentra en la zona central, desde el norte de la Región de Biobío hasta la Región de Coquimbo. La subespecie atacamae se encuentra en la Región de Atacama.
Ambas habitan laderas rocosas con matorrales, desde el nivel del mar hasta las colinas del comienzo de los Andes, hasta los 3700 m s. n. m. de altitud.

## Descripción
Mide 23-24 cm de longitud, con el pico, piernas y garras poderosas, de color negro. Su plumaje es principalmente café ahumado o pardo en el dorso, cabeza, cuello, alas y cola. El lomo y las supracaudales son rufo pardusco. La garganta y los lados del cuello son blancos; el cuello y pecho superior café claro con tintes rufos; pecho inferior, ábdomen y flancos de color blanco rayado de café y negro. Posee un cabeza cuadrada, con cara oscura, que contrasta visiblemente con el parche blanco que se encuentra debajo de las mejillas y en la zona malar, y con la lista superciliar blanquecina. Posee unas visibles y poderosas patas negras, que terminan en largas y curvadas uñas. La subespecie norteña P. m. atacamae es más pequeña, con franjas menos obvias.

## Comportamiento
Esta espléndida ave es inconfundible. Camina y permanece en terreno abierto en el día temprano o al atardecer, algunas veces hasta a los lados de caminos, también suelen encaramarse en lo alto de piedras o arbustos. Mantienen la larga cola levantada muy perpendicular. Con sus garras largas y poderosas escarban el suelo vigorosamente. Raramente vuelan, prefieren correr y saltar y algunas veces pueden correr sorprendentemente rápido.

### Alimentación
Se alimente principalmente de invertebrados, como insectos y lombrices. También come algunas bayas. Para encontrar alimento realiza su característica acción de escarbar la tierra con una de sus grandes patas.

### Reproducción
Su nido lo construye en el fin de un túnel de hasta dos metros, que cavan en las laderas de los cerros o en montículos. Ponen dos o tres huevos blancos que miden 35 x 27 mm.

### Vocalización
Emiten una variedad de cantos, el más llamativo es una serie de notas descendentes, que duran de 5 a 10 segundos con un sonido semejante al que se produce al vaciar una botella de agua. Las aves usualmente cantan paradas sobre una roca.

## Sistemática

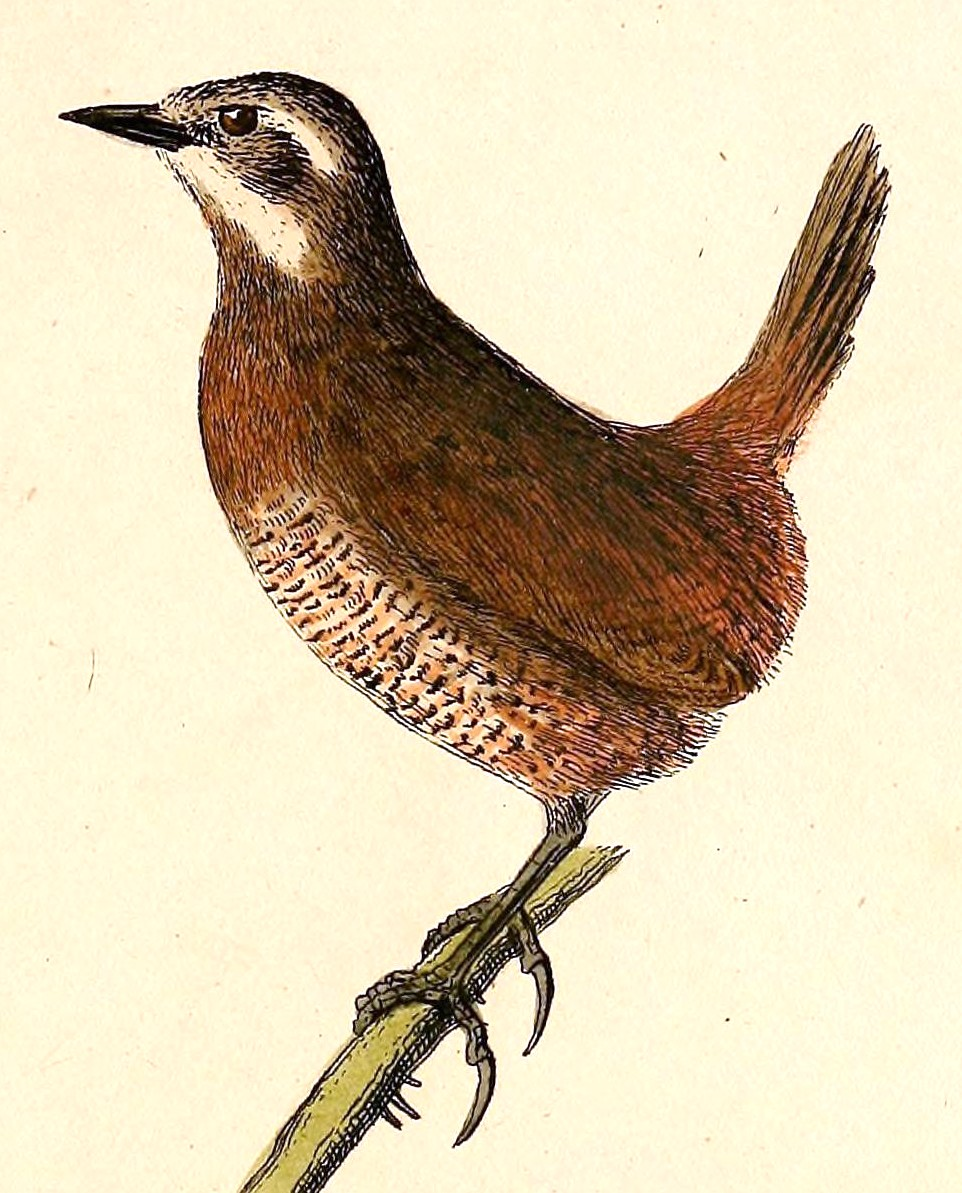
Pteroptochos megapodius, ilustración de von Kittlitz en Kupfertafeln zur Naturgeschichte der Vögel, 1832.

### Descripción original
La especie P. megapodius fue descrita por primera vez por el naturalista alemán Friedrich Heinrich von Kittlitz en 1830 bajo el mismo nombre científico; localidad tipo «Valparaíso, Chile».

### Taxonomía
Los estudios de genética molecular de Ericson et al., 2010 confirman la monofilia de la familia Rhinocryptidae y sugieren la existencia de dos grandes grupos dentro de la misma, de forma muy general, el formado por las especies de mayor tamaño, al que pertenece Pteroptochos, y el integrado por las especies menores. Ohlson et al. 2013 proponen la división de la familia en dos subfamilias. Pteroptochos pertenece a una subfamilia Rhinocryptinae Wetmore, 1930 (1837), junto a Scelorchilus, Liosceles, Psilorhamphus, Acropternis, Rhinocrypta y Teledromas.

### Subespecies
Actualmente se reconocen 2 subespecies, con su correspondiente distribución geográfica:
- Pteroptochos megapodius atacamae Philippi (Bañados), 1946 – norte de Chile en Atacama (Vallenar y Copiapó).
- Pteroptochos megapodius  megapodius Kittlitz, 1830 – centro de Chile desde Coquimbo hasta Concepción.